# Lothar Stäber
Lothar Stäber (nascido em 4 de maio de 1936) é um ex-ciclista de pista alemão que competiu no ciclismo nos Jogos Olímpicos de Verão de 1960, pela equipe Alemã Unida, onde ganhou a medalha de prata na prova de tandem.